# 埃苏友好合作条约
埃苏友好合作条约（俄语：Договор о дружбе и сотрудничестве между СССР и Объединённой Арабской Республикой）是1971年5月27日苏联最高苏维埃主席团主席尼古拉·波德戈尔内和埃及总统穆罕默德·安瓦爾·薩達特在开罗签订的条约。条约規定蘇聯要培訓埃及军事人员並且要向埃及提供武器和装备。不過条约签订后，苏联始終沒有向埃及交付先进武器。1973年10月贖罪日戰爭爆發後，苏联完全停止向埃及供应武器和弹药。1976年3月15日，埃及人民议会通过法案，宣佈終止條約。